# Resolución 627 del Consejo de Seguridad de las Naciones Unidas
La resolución 627 del Consejo de Seguridad de las Naciones Unidas, adoptada por unanimidad el 9 de enero de 1989, observando con pesar el fallecimiento del presidente de la Corte Internacional de Justicia, Nagendra Singh, el 11 de diciembre de 1988, el Consejo decidió que en concordancia al Estatuto de la Corte las elecciones para llenar la vacante se efectuarían el 18 de abril de 1989 en una sesión del Consejo de Seguridad y durante la cuadragésimo tercera sesión de la Asamblea General.
Singh había sido miembro de la Corte desde el 6 de febrero de 1973, habiendo sido vicepresidente entre 1976 y 1979 y presidente entre 1985 hasta su muerte en 1988.